# Virginia Betancourt Valverde
Virginia Betancourt Valverde (San José, Costa Rica, 11 de abril de 1935) es una venezolana promotora de la lectura para formar ciudadanos. Es reconocida por sus distinguidos servicios en la comunidad bibliotecaria internacional. Hija del expresidente de Venezuela, Rómulo Betancourt, fundadora del Banco del Libro (1961)

## Biografía
Virginia Betancourt Valverde, nació el 11 de abril de 1935 en San José de Costa Rica. Sus padres fueron Rómulo Ernesto Betancourt Bello y Carmen Valverde Zeledón. En el año 1940 se mudan a Chile, donde vive la  familia en Valparaíso, exiliados. Para el año 1941 se mudan a Venezuela donde vivió junto a sus padres,. Su juventud estuvo llena de muchos traslados debido a los exilios de su padre durante los gobiernos militares de Venezuela (Costa Rica, EE. UU, Cuba) hasta el año 1954, cuando se muda a Puerto Rico, donde comienza la universidad y contrae matrimonio.
Escritora, conocida como conductora de la Biblioteca Nacional. Doctor honoris causa de la Universidad de Zulia. En 1960 fundó el Banco del Libro. Fue directora de Instituto Autónomo Biblioteca Nacional y de servicios de Bibliotecas, entre 1974 y 1998 de la que también fue responsable en su carácter autónomo y de la creación del Sistema Nacional de Bibliotecas Públicas. Esta transformación en Instituto Autónomo permitió hacer efectivo el mandato legal de "formular y ejecutar la política del Sistema Nacional de Bibliotecas" (1977). El Sistema fue creado progresivamente, mediante alianzas nacionales y regionales, y ello permitió que sus recursos se hicieran accesibles a todos, especialmente por intermedio del Centro Nacional de Referencia (1998).
En 1977 fue promotora de la Ley de Biblioteca Nacional (aún vigente). Impulsora de diversos proyectos bibliotecarios como el Centro de Conservación, que en 1978 fue elegido como sede del Programa de preservación IFLA-PAC para América Latina y El Caribe, del cual nace la "Declaración de Caracas para la Biblioteca Pública como factor de desarrollo e instrumento de cambio social". Participó en la creación de la Asociación de Bibliotecas Nacionales de Iberoamérica (ABINIA).
Directora de la Fundación para el Rescate del Acervo Documental Venezolano (Funres). Presidenta de la Comisión Nacional de Lectura, y de la Fundación para el Fomento de la Lectura (Fundalectura). Cofundadora del Centro Social y Cultural El Hatillo y de la organización no gubernamental de apoyo al indígena Unuma (1990). Miembro del Consejo Consultivo del Programa Memoria del Mundo de la Organización de las Naciones Unidas para la Educación, la Ciencia y la Cultura (Unesco).  Entre 1998-2020 ha sido editora del fondo editorial de la Fundación Rómulo Betancourt.

En el 2005 recibe la Medalla de Oro  de la Federación Internacional de Asociaciones de Bibliotecarios y Bibliotecas  (IFLA) "En reconocimiento a sus distinguidos servicios a la comunidad bibliotecaria internacional. Especialmente por su liderazgo en la promoción del desarrollo bibliotecario de América Latina".

### Reconocimientos nacionales e internacionales
- En 1975 recibió la Orden Andrés Bello en 1º grado.
- En 1977 recibió la Orden Francisco de Miranda en 2º grado.
- En 1978 recibió el Premio Internacional del Libro (International Book Committee) en París.
- En 1987 recibió la Orden Isabel la Católica. Grado Lazo de Dama, gobierno de España.
- En 1991 recibió la Orden Gabriela Mistral. Grado de Comendador, Ministro de Educación, Chile.
- En 1991 recibió la Orden de las Artes y Letras de Gobierno de Francia
- En el Año 2000 recibió el Premio Nacional de las Humanidades. INCIBA, Venezuela.
- En el año 2005 recibe en Oslo, Noruega, la Medalla de Oro de la International Federation of Library Associations (IFLA)

### Obras
- SEl desarrollo del Archivo de Fotografía de Venezuela, de la Biblioteca Nacional : II Simpósio de la Fotografía Venezolana, San Cristóbal, 14 al 18 de abril de 1988. (I edición, publicado en 1988)
- Vida en familia (1890-1958) publicado por la Fundación para la Cultura Urbana en el 2007.
- El Sistema Nacional de Bibliotecas e Información de Venezuela (SINABI): 1974-1998. Una experiencia latinoamericana exitosa en la formación de ciudadanía,  publicado por abediciones (UCAB) en el 2020.